# Vitae
Vitae (sinonimi: Biota, Eobionti), u znanstvenoj klasifikaciji podijele živog svijeta biota je nad-domena u koju je uključen sav stanični život na Zemlji, Cytota i nestanični život Acytota  ili Aphanobionta. 
Istraživači globalne mreže "Census of Marine Life" ("Popis morskog života") kako navode razni hrvatski časopisi 2011. godine objavili su u SAD-u da na planeti Zemlji živi oko 8 700 000 vrsta, od čega 6,5 milijuna na čvrstom tlu (kopnu) i 2,2 milijuna u vodenom podneblju.
Od tih 8,7 milijuna vrsta svega 1,23 milijuna ili (14,1 posto) je popisano i katalogizirano “ističu istraživači globalne mreže `Census of Marine Life` (Popis morskog života), autori radova objavljenih u američkom znanstvenom časopisu PloS Biology”.
Od 8,7 milijuna vrsta velika većina su životinje sa 7,77 milijuna vrsta, od kojih je opet katalogizirano svega 953,434 vrste. Nadalje slijede gljive s 0,61 milijuna vrsta, biljke s 0,3 milijuna, protozoa (skupina jednostaničnih organizama) s 0,04 milijuna, te kromisti (alge i drugi mikroorganizmi) s 0,03 milijuna vrsta. Bakterije i druge skupine mikroorganizama nisu uključeni u te brojke.,
Ova procjena temelji se na najnovijim tehnikama taksonomije.

## Klasifikacija
- Aphanobionta Novák, 1930 - virusi i viroidi; Aphanobionta se sastoji od domena Aminoacuea i Nucleacuea.[3]
- Domena Archaea Woese, Kandler & Wheelis, 1990
- Domena Bacteria (Haeckel, 1894) Woese, Kandler Wheelis, 1990
- Domena Eukaryota Whittaker & Margulis, 1978[4]

### Carstva
- Animalia Linnaeus, 1758 • Biota
- Archaea Woese, Kandler & Wheelis, 1990 • Biota
- Bacteria  (Haeckel, 1894) Woese, Kandler Wheelis, 1990 • Biota
- Chromista Cavalier-Smith, 1981 • Biota
- Fungi Whittaker, 1959 • Biota
- Plantae Haeckel • Biota
- Protozoa (Goldfuss, 1818) R. Owen, 1858 • Biota

U novije vrijeme publiciran je klasifikacijski sustav koji obuhvaća pet domena: Prionobiota (bezstanični organizmi koji ne posijeduju nukleinsku kiselinu), Virusobiota (bezstanični organizmi s nukleinskom kiselinom), Bacteriobiota (stanični organizmi s tipičnom prokariotskom građom), Archaebiota (stanični organizmi s osobenom građom), Eukaryobiota (stanični organizmi s eukariotskim tipom građe).
- Dicksonia antarctica (sin. Balantium antarcticum), Pteridophyta, Plantae
- Malurus cyaneus, Aves, Animalia
- Amanita phalloides, Fungi
- Virus Marburg